# ميا أسينجو
ميا غايل أسينجو (من مواليد 7 مارس 2003) هي لاعبة كرة قدم دومينيكية نشأت في أمريكا وتلعب كجناح أيسر لفريق الكلية UCF Knights والمنتخب الوطني للسيدات في جمهورية الدومينيكان.